# Eric Lewis
Eric Lewis, född 23 oktober 1855 i Northampton, England, död 1 april 1935 i Margate, England, var en brittisk skådespelare.

## Filmografi
- 1922 Brown Sugar
- 1925 The Happy Ending